# Prințul Knud al Danemarcei
Knud, Prinț Ereditar al Danemarcei (Knud Christian Frederik Michael; 27 iulie 1900 – 14 iunie 1976), a fost al doilea fiu și cel mai mic copil al regelui Christian al X-lea al Danemarcei și al reginei Alexandrine de Mecklenburg-Schwerin.
Din 1947 până în 1953, a fost moștenitor prezumptiv al fratelui său mai mare, Frederic al IX-lea, și urma să devină rege dacă nu s-ar fi modificat Actul Danez de Succesiune care l-a înlocuit în linia de succesiune cu nepoata lui, Margareta a II-a.